# Malagueño
Malagueño ist eine Stadt in der Provinz Córdoba im zentralen Argentinien. Sie liegt unmittelbar westlich der Provinzhauptstadt Córdoba und erstreckt sich entlang der Autobahn nach Villa Carlos Paz. 
Die Stadt hat 9.364 Einwohner (2001, INDEC) und ist in vier Ortsteile untergliedert. Die Ortsteile ziehen sich in einer locker bebauten Kette insgesamt 14 Kilometer an der Autobahn entlang.
Obwohl die Stadt bis 2001 trotz der strategisch extrem günstigen Position an der Autobahn wegen des Niedergangs einiger Industriezweige nur ein relativ langsames Wachstum aufwies, erlebt sie zurzeit einen starken Aufschwung, da auf dem Gebiet mehrere große geschlossene Wohnanlagen angelegt werden. Laut der Zeitung La Voz del Interior könnte sich dadurch ihre Einwohnerzahl bis 2015 verdreifachen.

## Gliederung
Malagueño ist in folgende Ortsteile gegliedert (von Ost nach West):
- Barrio Gilbert, auch als Barrio 1° de Mayo bekannt, direkt an der Stadtgrenze zu Córdoba an der Autobahn Córdoba-Villa Carlos Paz gelegen, mit 1.142 Einwohnern
- das eigentliche Malagueño, sieben Kilometer weiter südwestlich gelegen, drei Kilometer südlich der Autobahn mit 6.404 Einwohnern (inklusive der Stadtteile IPV und Montevideo)
- Yocsina, drei Kilometer nördlich des Zentrums gelegen, direkt an der Autobahn, mit 1.336 Einwohnern
- San Nicolás, ebenfalls direkt an der Autobahn, aber acht Kilometer westlich von Yocsina, nur fünf Kilometer östlich von Villa Carlos Paz, mit 756 Einwohnern

## Kultur und Sehenswürdigkeiten
Malagueño hat im Zentrum noch mehrere Altbauten aus dem 19. Jahrhundert. Das Wahrzeichen des Ortes sind drei Obelisken, die auf einem Kreisverkehr am Eingang zum Zentrum stehen. Die 1946 gebaute Kirche ist seit Ende der 1990er Jahre verstärkt als Ort zur Schließung von Prominenten-Hochzeiten beliebt geworden.

## Wirtschaft und Infrastruktur
In Yocsina befindet sich eines der größten Schotterwerke in der Umgebung von Córdoba.
Als Besonderheit im Verkehr war Malagueño bereits Anfang des 20. Jahrhunderts mit einem Vorortzug an Córdoba angebunden. Die Bahnstrecke existiert heute noch, wird aber nur noch vom Güterverkehr verwendet.
Nur wenig südlich des Ortes liegt das Raumfahrtzentrum Teófilo Tabanera.